# Fausto Bertinotti
Fausto Bertinotti (Milão, 22 de março de 1940) é um ex-sindicalista e ex-político italiano. É também escritor de diversas obras de caráter político-sindical.

## Vida
Desde jovem um socialista maximalista, Bertinotti militou no Partido Socialista Italiano nos anos 60, mas entra num grupo dissidente em 1964, quando o PSI decide fazer parte do governo. Em 1972, esta dissidência confluiria no Partido Comunista Italiano. Em 1991 opôs-se à criação do PDS, mas aceitou ser militante até 1993, quando decide ser um sindicalista sem partido.
Já no fim de 1993, Bertinotti entra no Partido da Refundação Comunista do qual torna-se secretário em janeiro de 1994, sendo reconfirmado nos congressos do partido até 2005 (1996, 1999, 2002 e 2005).
Em 1998, Fausto Bertinotti esteve no debate central da política italiana quando a Refundação Comunista retirou seu apoio a Romano Prodi, que havia vencido as eleições legislativas em 1996 como líder da Oliveira. As causas da rupura com o governo de centro-esquerda foram a reforma do regime de aposentadorias e a lei orçamentária.
Em 2005 aceita formar parte da coalização A União, criada para disputar as eleições legislativas italianas de 2006.
Bertinotti foi eleito presidente da Câmara dos Deputados italiana em 29 de abril de 2006 com 337 votos.

## Publicações
Bertinotti escreveu várias obras políticas, ideológicas e sindicais:
- La Camera dei lavori, Roma, Ediesse, 1986.
- La democrazia autoritaria, Roma, Datanews, 1991.
- Tutti i colori del rosso, Milão, Sperling & Kupfer, 1995. ISBN 88-200-1969-8.
- Il nostro nuovo comunismo (ripartendo da Marx), Bologna, Carmenta, 1996. ISBN 88-86580-03-7.
- Le due sinistre, com Alfonso Gianni, Milão, Sperling & Kupfer, 1997. ISBN 88-200-2498-5.
- Pensare il '68, com Alfonso Gianni, Milão, Ponte alle Grazie, 1998. ISBN 88-7928-418-5; 2001. ISBN 88-7928-565-3.
- Per una società alternativa, com Giorgio Riolo, Milão, Punto rosso, 1999.
- Le idee che non muoiono, com Alfonso Gianni, Milão, Ponte alle Grazie, 2000. ISBN 88-7928-421-5.
- Per una pace infinita, com Alfonso Gianni, Milão, Ponte alle Grazie, 2002. ISBN 88-7928-503-3.
- Nonviolenza. Le ragioni del pacifismo, com Lidia Menapace e Marco Revelli, Milão, Fazi, 2004. ISBN 88-8112-588-9.
- L'Europa delle passioni forti, com Alfonso Gianni, Milão, Ponte alle Grazie, 2005. ISBN 88-7928-617-X.
- Io ci provo, entrevista com Cosimo Rossi, Roma, Manifestolibri, 2005. ISBN 88-7285-417-2.
- Il ragazzo con la maglietta a strisce, conversa com Wilma Labate, Reggio Emilia, Aliberti, 2005. ISBN 88-7424-097-X.
- La Città degli Uomini. Cinque riflessioni in un mondo che cambia, com Sergio Valzania, Milão, Mondadori, 2007. ISBN 9788804568841.
- Ottimismi di volontà, Bari, Palomar, 2008. ISBN 88-7600-290-1.
- Devi augurarti che la strada sia lunga, com Ritanna Armeni e Rina Gagliardi, Milão, Ponte alle Grazie, 2009. ISBN 978-88-6220-053-0.
- Chi comanda qui? Come e perché si è smarrito il ruolo della Costituzione, Milão, Mondadori, 2010. ISBN 978-88-04-60396-2.
- Le occasioni mancate, 1991-2001-2011, com Dario Danti, Pisa, ETS, 2012. ISBN 978-88-467-3215-6.
- La discorde amicizia. Lettere sulla sinistra, com Riccardo Terzi, Roma, Ediesse, 2013. ISBN 978-88-230-1787-0.
- Sempre daccapo. Globalizzazione, socialismo, cristianesimo. Conversazione con Roberto Donadoni, Venezia, Marcianum Press, 2014. ISBN 978-88-6512-268-6.
- Colpita al cuore. Perché l'Italia non è una Repubblica fondata sul lavoro, Roma, Castelvecchi, 2015. ISBN 978-88-6826-757-5.